# Conseil national des comités populaires
 (mars 2009).
Si vous disposez d'ouvrages ou d'articles de référence ou si vous connaissez des sites web de qualité traitant du thème abordé ici, merci de compléter l'article en donnant les références utiles à sa vérifiabilité et en les liant à la section « Notes et références ».
Le Conseil national des comités populaires (CNCP) est un parti politique nationaliste, anticapitaliste et indépendantiste de la Martinique.

## Historique
Le CNCP a été fondé le 28 août 1983. 
Ce mouvement anti-assimilationniste a contribué largement à la réhabilitation du Bèlè et à la vulgarisation de l'histoire de la Martinique auprès du bas peuple.
Aux élections municipales de 1995 à Fort-de-France, la liste du CNCP Que nos quartiers prennent la parole conduite par Francis Carole réalisait 2 472 voix soit 11,04 % des suffrages. Le CNCP obtenait 3 sièges dans l'opposition municipale ; il s'agissait de Francis Carole, Daniel Donat et Patrick Doré.
Aux élections législatives de 1997 dans la 3e circonscription, Francis Carole, candidat du CNCP, réalisait au 1er tour 3 124 voix soit 17,68 % des suffrages. C'est le meilleur score réalisé par ce parti dans une élection depuis sa création en 1983.
Francis Carole, ancien conseiller municipal du CNCP quitte le parti avec quelques militants et fonde le Parti pour la libération de la Martinique (PALIMA) le 10 octobre 1999.
Aux élections régionales de 2004, La liste des « Patriotes » MIM-CNCP conduite par Alfred Marie-Jeanne a obtenu 74 860 voix et dispose de 28 sièges sur 41 au Conseil régional. Le CNCP avait trois élus dans la majorité d'Alfred Marie-Jeanne de 2004 à 2010, il s'agissait de Marie-Hélène Léotin, Edmond Mondésir et Josette Massolin. Marie-Hélène Léotin était la première vice-présidente du conseil régional. 
Aux élections régionales de mars 2010, Marie-Hélène Léotin est réélu conseillère régionale sur la liste des « Patriotes et sympathisants » conduite par l'indépendantiste Alfred Marie-Jeanne. Marie-Hélène Léotin est depuis le 26 mars 2010 membre de la commission permanente du conseil régional de la Martinique.
En 2015, lors des premières élections territoriales, le CNCP constitue une coalition électorale avec le MODEMAS et le GRS. La liste Nou pèp la est conduite par Marcellin Nadeau, maire du Prêcheur et vice-président du MODEMAS. Les têtes de la liste sont Marcellin Nadeau pour la section du Nord, Samuel Tavernier pour la section du Centre, Rita Bonheur, du GRS, présidente de l'Union des femmes de la Martinique pour la section de Fort-de-France et Suzy Singa pour la section du Sud. Au premier tour, la liste obtient 7 653 voix, soit 6,34 %, mais ne peut se maintenir au second tour, ni fusionner avec une autre liste.

## Élus
Les leaders du CNCP sont :  
- Robert Saé, ancien conseiller municipal du Robert et régional de la Martinique
- Léon Seveur, ancien conseiller municipal du Robert
- Mathurin Alexis-Alexandre (Trois-Ilets)
- Abaul Jean(Schoelcher)
- Alain Liméry (Fort-de-France)

Le président actuel est Abaul Jean. Son porte-parole est Alain Liméry.
Les organes d'expression de ce parti sont webradio, le webjournal et webtv Jik anbout.
Ouvrages édités par le CNCP